# Miranda (ort i Argentina)
Miranda är en ort i Argentina.   Den ligger i provinsen La Rioja, i den nordvästra delen av landet, 1 100 km nordväst om huvudstaden Buenos Aires. Miranda ligger 1 425 meter över havet och antalet invånare är 171.
Terrängen runt Miranda är kuperad åt nordost, men åt sydväst är den bergig. Runt Miranda är det glesbefolkat, med 9 invånare per kvadratkilometer.. Närmaste större samhälle är Nonogasta, 17,4 km öster om Miranda.
Omgivningarna runt Miranda är i huvudsak ett öppet busklandskap.